# 1132년

## 연호
- 남송(南宋) 소흥(紹興) 2년
- 금(金) 천회(天會) 10년
- 일본(日本) 덴쇼(天承) 2년 / 조쇼(長承) 원년
- 서하(西夏) 정덕(正德) 6년
- 리 왕조(李朝) 티엔투언(天順) 5년

## 기년
- 남송(南宋) 고종(高宗) 6년
- 금(金) 태종(太宗) 10년
- 고려(高麗) 인종(仁宗) 10년
- 서하(西夏) 숭종(崇宗) 47년
- 리 왕조(李朝) 신종(神宗) 5년